# Želnavský smrk
Želnavský smrk byl nejvyšší změřený a až do nálezu smrku nad Plešným jezerem také nejstarší známý smrk na Šumavě (bývá udáván jako nejvyšší smrk v celé Evropě). Rostl v želnavském revíru „Jokuswald“ severně od Jeleních Vrchů.
Byl poražen v roce 1864 na příkaz knížete Jana Adolfa Schwarzenberga jako zdravý strom a stal se jedním z 24 exponátů, které kníže poslal na Světovou výstavu 1867 v Paříži. Na pařezu měřil 155 cm, kmen měl délku 68,9 m, bez vršku poskytl 40 m³ a přes celý průměr byl spočítán součet 1170 letokruhů, což znamená stáří 585 let. Výřez o délce necelých dvou metrů (6 stop) odvalilo 12 dřevařů k cestě u Schwarzenberského kanálu, odkud byl volským spřežením dopraven na myslivnu v Želnavě. Tam byl připraven k transportu do Vídně – uložili jej do bedny z dvoucoulových fošen a zasypali vlhkými pilinami. Ve Vídni byl rozřezán na 4 stejné kusy – jeden z nich zůstal ve Vídni a byl vystavován ještě na Světové výstavě 1873, další tři byly poslány do Paříže, Londýna a Berlína.